# Braća Karamazovi
Braća Karamazovi (ruski: Братья Карамазовы) posljednja je knjiga ruskog pisca Fjodora Mihajloviča Dostojevskog. Dostojevski je proveo skoro dvije godine pišući knjigu Braća Karamazovi, koja je prvi put izdana u serijalnoj formi u časopisu Ruski Vjesnik, i završena je u studenom 1880. godine.
To je filozofski dramski roman koji raspravlja o raznim temama, kao što su Bog, slobodna volja, moral, ljudska nesavršenost i iskupljenje. Po romanu je snimljeno nekoliko televizijskih i filmskih adaptacija, a jedna od najpoznatijih su istoimeni film Richarda Brooksa iz 1958. Observer je "Karamazove" 2003. stavio na 29. mjesto na listi najboljih romana svih vremena dok je svojedobno Marilyn Monroe izrazila želju za igranjem Grušenjke, jedne od likova iz romana.
Dvojica staraca u priči, Fjodor Karamazov i Zosima, sučeljuju se kao negativni i pozitivni mimetički model za mlađi naraštaj, a pisac kritizira i pomodne, zapadnjačke ideje koje po njemu kvare rusku kulturu. Zamišljen je i drugi dio knjige, "Život velikog grješnika", ali je Dostojevski preminuo prije nego što je mogao ostvariti taj naum.

## Radnja

### Knjiga prva: Povijest jedne male obitelji
Gradić Skotoprigonjevsk, Rusija, 19. stoljeće. Fjodor Pavlovič Karamazov oženio se za bogatu Adelaidu Ivanovnu Miusovu te je tako, zahvaljući mirazu, stekao dovoljno novca za početak svojeg poduzetničkog posla, čime je postao dosta imućan. Dobili su sina Dmitrija, no Adelaida Ivanovna je shvatila da je brzopleto ušla u brak s Fjodorom kojeg ni ne voli osobito, te je pobjegla u Sankt Peterburg, gdje je preminula od tifusa ili gladi. Fjodor je zaboravio na Dmitrija, pa je bratić njegove majke, Petar Aleksandrovič Miusov, preuzeo kakvu-takvu brigu o djetetu. Dmitrij se upisao u vojnu školu, otišao na Kavkaz,  postao časnik te počeo piti i zabavljati se sa ženama. S 28 godina vratio se u svoj gradić te ušao u spor s ocem jer vjeruje da mu duguje nasljedstvo od svoje majke.
Fjodor se u međuvremenu oženio drugi put, sa Sofjom Ivanovnom, koja je odrasla u domu odgojiteljice, generalice Vorohove, a brak je trajao osam godina. Ona nije bila iz bogate obitelji, pa nije dobio ništa od miraza. Opijao se i orgijao u kući, pa je Sofja Ivanovna preminula od tuge. Imali su dva sina; Aljošu i Ivana Fjodoroviča, o kojima se isprva brinuo Fjodorov sluga Grigorij, a potom Vorohova. Ivan je postao intelektualac, završio gimnaziju i upisao fakultet u Moskvi, dok je Aljoša otišao u manastir i postao vjeran svojem mentoru, monahu Zosimu, zvanom "starec".

### Knjiga druga: Nepriličan skup
Fjodor, uz Miusova, stiže s Dmitrijem u manastir kako bi Zosim razriješio njihov spor oko imanja, na Aljoševo negodovanje. Fjodor je neumjestan i nespretan, pa svojim primjedbama izazove veći sram kod Aljoše nego kod Zosima. Nakon toga, Zosima je otišao do drvene verande dograđene uz vanjski zid ograde, kako bi bi primio dvadesetak gostiju koji ga smatraju svecem ili traže od njega da ozdravi njihove bolesti. Tamo on tješi ženu sa sela kojoj je preminuo sin, dok je bogata 33-godišnja gospođa Hohlakova tamo stigla s 14-godišnjom kćeri, Lisom, te ga hvali iako njeno dijete i dalje ima bolesnu nogu, ali se navodno riješila groznice te je "postala rumenija". Lisa daje Aljoši pismo od sestre Katerine Ivanovne, koja ga zove k sebi na razgovor. Lisa se zagledala u Aljošu, koji se čak skrivao Zosimu iza leđa od njenog pogleda. Ivan se u međuvremenu našao u filozofskoj raspravi o razdvajanju crkve od države s ocem Pajsijem i Josifom.
Dmitrij pak uđe u svađu s Fjodorom jer je prije tri tjedna u krčmi izvukao kapetana na ulicu te ga istukao jer je bio pouzdanik njegova oca jer je htio u njegovo ime otkupiti Dmitrijeve mjenice od 22- godišnje Grušenjke kako bi uz pomoć mjenica njega strpao u zatvor. Fjodor se u samostanu posvađao sa svima te ljutito otišao s Ivanom i Miusovom.

### Knjiga treća: Bludnici
Gradska luda Lizaveta Smerdjašča jedne je noći provalila u kupaniocu u vrtu Fjodoreva imanja, rodila Smerdjakova i potom preminula. Smerdjakov je epileptičar i blago zaostao, a odgojili su ga sluge Girogorij i njegova supruga Marfa. Postao je kuhar, ali je potajno bio zavidan jer je čuo glasine da je Fjodor možda njegov otac, iako to nikada nije dokazano. Fjodor u međuvremenu ima 55 godina te se planira oženiti za Grušenjku, koju privlači novcem, no u nju je zaljubljen i Dmitrij, što pojačava njegov spor s ocem. Dmitrij ispriča Aljoši i zašto je prekinuo zaruke s bivšom, Katerinom Ivanovnom - prije nekog vremena, njen otac, potpukovnik, je kradimice uzeo državni novac i nije mogao nabaviti istu svotu te je stoga razmišljao o samoubojstvu prije nego što nadređeni to shvate. Katerina Ivanovna tada je svratila do njegove kuće te ga zamolila za 4.500 rubalja, a on je njoj odlučio dati 5.000.
Novac je tako vraćen i nitko nije ništa primijetio. Iz zahvalnosti, ona se potom zaručila za Dmitrija, no on je nakon nekog vremena to raskinuo jer se zaljubio u Grušenjku. Ipak, ona i dalje inzistira na braku iako je potajno zaljubljena u Ivana, samo to ne želi priznati zbog ponosa. Stvar dodatno komplicira činjenica što je Dmitrij jednom bio u nestašici novca, pa mu je Katerina Ivanovna dala 3.000 rubalja kako bi on to "poštom poslao" njenoj sestri Agafji, znajući da će uzeti za sebe. On je međutim potrošio veliku svotu na gozbu u krčmi za Grušenjku, te se sada kaje i ne zna kako joj vratiti taj novac.
Za objedom, Aljoša, Ivan i Fjodor su raspravljali o Bogu, te su zaključili da "ako nema Boga, sve je dopušteno". Tada Dmitrij upada u kuću u potrazi za Grušenjkom te udari Fjodora pred svjedocima. Aljoša je potom otišao do Katerine Ivanovne, koja je pred njim glumila da se pomirila s Grušenjkom, no ova joj se potom izruga i ode. Natrag u manastiru, dobio je pismo od Lise koja ga je zamolila za brak za par godina.

### Knjiga četvrta: Lomovi
Dok je hodao gradom, Aljoša nailazi na skupinu djece koja gađaju dječaka Iljušu kamenjem, pa ga pokuša zaštititi. Međutim, Iljuša ga ugrize za prst te pobjegne. Kod Hohlakovih povije ranu, a Lisa odjednom promijeni mišljenje i kaže da se neće udati za njega te da je njeno pismo bilo samo šala.
Katarina Ivanovna objasni Aljoši da ga je Iljuša ugrizao jer je Dmitrij pretukao njegovog oca, Snjegirjova, bivšeg kapetana izbačenog iz vojske, kada ga je za bradu izvukao iz krčme jer je surađivao s Fjodorom. Iljuša se ljuti jer se u školi svi rugaju njegovom ocu. Ona Aljoši daje nešto novaca kako bi ih dao Snjegirjovu radi kompenzacije. Jednom u toj kući, Aljoša shvati u kakvim bijednim uvjetima živi Snjegirjov, njegova supruga, Iljuša i dvije kćeri. Ponudi mu novac i Snjegirjov ga isprva doista primi, no onda preokrene ploču, baci novčanice na pod i ljutito otiđe.

### Knjiga peta: Pro i contra
Kod Hohlakovih, Aljoša ispriča što se dogodilo, dok mu Lise opet prizna da ga voli, no da možda ne vjeruje u Boga. On potom odlazi te susretne Ivana u krčmi, koji je tamo jeo i čekao Dmitrija. Aljoša uživa u njegovom društvu jer ga dugo nije vidio. Ivan mu kaže da je shvatio da Katerina Ivanovna zapravo voli njega, a ne Dmitrija, ali da ne želi čekati godinama dok se to odluči i prizna. Tada pred Aljošom započinje dugu raspravu o patnji na svijetu i oko toga da Bog zapravo vjerojatno i ne postoji ili je loše uredio svemir.
Tada Ivan ispriča i svoju hipotetsku priču, "Veliki iknvizitor", u kojoj se Isus Krist vraća natrag na Zemlju, no vođa Španjolske ikvizicije ga da uhititi zbog blasfemije. U tamnici, inkvizitor objašnjava Isusu da nije ni bitno ako je doista sin Božji, jer je crkva već krenula svojim smjerom a on samo smeta. To je napravila jer je čovječanstvu teret slobodne volje bio pretežak, a Isus nije ostavio nikakvo čudo umjesto toga, jer je "ropski zanos sužnja pred moći bolji za ljude od slobodne ljubavi". Prema inkvizitoru, crkva je tako krenula jer nije mogla podnijeti da će većina ljudi propasti, a da će samo manjina biti nagrađena od Boga, pa je radije krenula većini davati blaženi spokoj u neznanju. Na kraju argumenta, Isus poljubi inkvizitora u usta, koji ga potom pusti van. Aljoša potom također poljubi Ivana u usta, a potom odlaze svaki svojim putem.

### Knjiga šesta: Ruski monah
Kada se Aljoša vraća u manastir, njegov mentor "starec" Zosima umire. Tada se opisuju biografski podaci istog: kako mu je u mladosti umro brat, kako je otišao u vojno učilište i postao časnik te zbog povrijeđene časti izazavao jednog vlastelina na dvoboj zbog djevojke. Međutim, kada je lupio svojeg slugu Afansija, Zosima je shvatio kako je ohol i sebičan, te mu se ispričao. Dvoboj je prekinuo i ispričao se i vlastelinu, iako su mu govorili da je lud. Tada je odlučio postati monah.
Spominje se i kako mu je u jednom gradiću pristupio neki čovjek koji mu je kasnije priznao da je prije dosta godina ubio voljenu ženu zbog nevjere, a da je policija greškom uhitila slugu, koji je preminuo od vrućice. Nakon dugo vremena, napokon je priznao zločin, policija mu nije vjerovala, no on je preminuo od bolesti. Spominje se Zosimova filozofija da je svatko odgovoran za grijehe svojih susjeda.

### Knjiga sedma: Aljoša
Nakon Zosimove smrti, njegov leš je brzo počeo smrditi, iako prema vjerovanju sveti ljudi ne mogu istrunuti. Stoga su drugi monasi počeli širiti glasine da je krivo učio ljude o kršćanstvu. To šokira i razori Aljošin svijet. Njegov kolega Rakitin organizira sastanak s Grušenjkom. Međutim, umjesto da "padne iz sveca u grešnika", Aljoša pronalazi novi izvor vjere i snage u njoj, što ima pozitivan učinak i na nju. Otkrivaju se i neki detalji iz njenog života: sa 17 godina se zaljubila u poljskog časnika, no on ju je brzo ostavio, negdje otputovao te se oženio. Ona je ostala osramoćena i u neimaštini, no s 18 godina ju je njen rođak, stari trgovac Samsonov, primio k sebi kao štićenicu te joj pomogao stati na noge. Ona je s vremenom postala jedna od najljepših djevojaka i zavodnica u gradu, no zbog gorkog iskustva s propalom prvom ljubavi se samo igrala s muškarcima, te se tako osvećuje svakome, pa i Dmitriju. Aljoša potom slijedi uputu svojeg mentora i napušta manastir kako bi živio u vanjskom svijetu.

### Knjiga osma: Mitja
U međuvremenu, Dmitrij je gotovo poludio od ljubomore jer ne može podnijeti pomisao da Grušenjka zavoli njegovog oca više od njega, a s druge strane mahnito pokušava pronaći 3.000 rubalja kako bi vratio svoj dug Katerini Ivanovnoj i pobjegao s Grušenjkom iz grada. Čak je i nagovorio Smerdjekova da špijunira Fjodora i prati da li ga je Grušenjka posjetila. Dmitrij odlazi Samsonovu i predlaže mu ugovor: on će mu predati pravo na svoje imanje, šumu u Čermašnjoj, oko kojeg se još uvijek spori oko oca jer smatra da mu je to ostavila majka, a od njega zauzvrat traži 3.000 rubalja. No lukavi starac mu predloži otići seljaku Prepeličaru i njemu dati tu ponudu.
Sav ushićen, Dmitrij prodaje svoj sat nekom Židovu i skuplja nešto novaca za put u kočiji do Volovje stanice. Iako se i dalje brine da Grušenjka dok njega nema ne otiđe Fjodoru, pretpostavio je da će se vratiti kući do navečer. Međutim, sve krene naopako: ispostavi se da od stanice do Iljinska nema 12 nego 18 vrsta, a tamošnjeg popa nije zatekao kod kuće jer je već otišao u susjedno selo. Nađe ga tek kada je već padala noć. No pop mu objasni da je Prepeličar već otišao od njega u Suho Selo kod šumara. Na Dmitrijev nagovor, pop ga odluči tamo odvesti, ali pješice, jer do tamo ima "svega jedna vrsta" - međutim, ispostavi se da je zapravo tri vrste. Već ljutit, Dmitrij kasno ulazi u seljačku kuću, te nalazi šumara budnog a Prepeličara u dubokom snu. Pokušava ga probuditi, ali bez uspjeha jer se već napio. Dok pop odlazi, Dmitrij ostaje sjediti na klupi čekajući dok se Prepeličar ne probudi, te je čak i prozračio kuću. Međutim, negdje usred noći zaspije i probudi se tek u 9 ujutro, kada je već Prepeličar opet bio pijan. Kada je pokušao razgovarati s njim o ugovoru, ispostavi se da nesuvisli Prepeličar ne zna Fjodora i da ne želi ni čuti o nikakvom ugovoru.
Kada se vrati s propalog pothvata, odlazi moliti Hohlakovu za novac, no ona samo nešto govori da otiđe u Sibir kopati zlatne rudnike jer je to budućnost. Već bijesan, Dmitrij s tučkom u ruci saznaje da Grušenjka, koju je ostavio kod Samsonova, potajno već otišla, te zaključi da je kod Fjodora. Odlazi do kuće svojeg oca i špijunira kroz prozor. Potom bježi s imanja, dok Grigorij trči za njim te ga primi za nogu dok se penje na ogradu, pa ga ovaj lupi u glavu. No onda shvati da je pogriješio te siđe do njega i uvjeri se da je Grigorij ranjen, ali živ. Potom bježi. Dmitrij hoda krvav po ulici i stiže do činovnika Petra Iljiča, kod kojeg je založio pištolje. Pošto sada odjednom ima puno novca u rukama, otkupi ih natrag i opere ruke. Pošto je saznao da je Grušenjka otišla poljskom časniku koji se odjednom vratio natrag nakon razvoda, te da su sada u gostionici u Mokrom, odluči tamo otići s Iljičem, čestitati im te potom izvršiti samoubojstvo. Tamo, Dmitrij daje stotine rubalja gostioničaru Trifonu Borisiču kako bi usred noći pokrenuo gozbu s pjesmama. Kada se pojavi pred njima, Grušenjka i dva Poljaka, njen časnik i pan Wroblewski, su isprva začuđeni, ali ga prihvaćaju za svoj stol. Nakon igranja karata, Dmitrij izvede časnika nasamo te mu predloži dati 3.000 ako odmah otiđe. Ovaj odbije, no kada se vrati Grušenjka otkriva da u međuvremenu više nije zaljubljena u njega jer joj je dosadan. Kada otjeraju Poljake, Grušenjka i Dmitrij ostaju sami i priznaju jedno drugom da se vole. Međutim, tada u gostionicu upada policija te ga uhićuje zbog sumnje da je ubio oca Fjodora.

### Knjiga deveta: Predistraga
Istražitelji u zatvoru ispituju Dmitrija jer je Fjodor pronađen ubijen u svojoj kući, a Grigorij ga je primijetio kako bježi. Navodni motiv su 3.000 rubalja koji su bili skriveni ispod Fjdorova jastuka u omotnici, a za koje Smerdjakov tvrdi da tamo bili. Dmitrij tvrdi da je nevin, ali tek nakon puno nećkanja prestaje biti tvrdoglav i objasni istražiteljima odakle mu odjednom novac za gozbu - onih 3.000 rubalja koje je dobio od Katerine Ivanovne je pola sačuvao te ih ušio u svoju košulju. Isprva ih nije htio trošiti jer joj je kanio vratiti barem polovicu da sačuva svoju čast, no nakon vijesti o povratku poljskog časnika odlučio je i to potrošiti. Istražitelji doista izračunaju da je imao samo 1.500 rubalja, no zaključe da je možda drugu polovicu negdje sakrio. Pošto je Smerdjakov te noći dobio epileptični napadaj, Dmitrij, kao glavni osumnjičenik, je formalno optužen za ubojstvo te očekuje suđenje. Istodobno, Grušenjka se kaje zbog svojih postupaka.

### Knjiga deseta: Dječaci
Dječak Kolja Krasotkin je pametan, ali ohol te naginje već sada prema ateizmu, socijalizmu i raznim idejama sa Zapada. Dokazuje svoju hrabrost tako što legne ispod tračnica dok iznad njega prelazi vlak te postaje popularan u školi, a već neko vrijeme je u svađi s Iljušom, koji je već duže vrijeme bolestan a doktor mu ne daje nikakve nade. Kolja ga je počeo prezirati kada je ovaj na nagovor Smerdjakova ubacio čavao u kruh te nahranio jednog psa koji je potom pobjegao. Međutim, divi se Aljoši, a ovaj pozove sve dječake iz razreda u zajedničku, pomirbenu posjetu Iljuši u njegovom domu. Tamo ga Kolja malo razveseli jer je doveo nekog psa za kojeg tvrdi da je bio taj kojemu je dao kruha, čime je Iljuši malo laknulo jer je mislio da je jadna životinja uginula zbog njegove gluposti. Djeca se pomire a u razgovoru s duhovnim Aljošom, Kolja počinje revidirati svoja stajališta o nihilizmu.

### Knjiga jedanaesta: Brat Ivan Fjodorovič
Aljoša se nađe s Ivanom, koji se vratio u grad. Međutim, Ivan je bolestan i polako počinje gubiti razum. Vjeruje da je Dmitrij doista ubojica kada mu je Katerina Ivanovna potajno pokazala njegovo pismo u kojem je pijan napisao da će ubiti oca, međutim sluti da nešto u cijeloj priči nije kako treba, pa za svaki slučaj odlazi posjetiti Smerdjakova tri puta prije početka suđenja kako bi ga ispitao. Prva dva puta Smerdjakov se pravi nedužan, međutim treći put mu na njegovo čuđenje prizna da je on doista ubojica. Kada ga Ivan počne ispitivati o pojedinostima, Smerdjakov izvadi 3.000 rubalja iz čarape te mu objasni da je napravio sve "po njegovom nalogu". Usprkos provokaciji, Ivan ostaje sabran te otkriva da je ovaj iskoristio priliku kada je Dmitrij pobjegao, prevario Fjodora da se nagne kroz prozor izmišljajući da je vani Grušenjka, te ga potom lupio i ubio pisaćim strojem te ukrao njegov novac, omotnicu ostavio na podu kako bi sve svalio na Dmitrija te se potom pravio da je dobio epileptični napadaj. No ustraje na tome da je sve učinio po Ivanovom nalogu jer je ovaj rekao da će otputovati te da mu je usadio teoriju da je bez Boga "sve dozvoljeno". Ivan uzme novac i odluči sve to navesti na suđenju, usprkos njegovim prijetnjama da će ga optužiti za sudjelovanje u ubojstvu. U svojem stanu, Ivan halucinira o vragu u obliku običnog čovjeka, međutim sve se vraća u normalu kada Aljoša pokuca na vrata te mu kaže da je Smerdjakov počinio samoubojstvo.

### Knjiga dvanaesta: Sudska pogreška
Počinje Dmitrijevo suđenje koje privuče veliku pozornost. Njegov je branitelj veteranski moskovski odvjetnik Fetjukovič, dok je glavni tužitelj Ipolit Kirilovič. Ženski dio publike skloniji je Dmitriju, dok je muški dio publike čvrsto uvjeren da je optuženi kriv. Uvedeni su svjedoci koji ga uglavnom teško terete: sluga Grigorij ustraje na tezi da je vidio otvorena vrata što vode u vrt, što izravno ukazuje da je Dmitrij upao u Fjodorovu sobu; Trifon Borisovič je potvrdio da je isti potrošio 3.000 rubalja za prvog posjeta u njegovoj krčmi u Mokrom a Rakitin da se često se svađao s ocem. Moskovski doktor, doktor Gercenštube i liječnik Varvinski pozvani su kao vještaci, međutim samo izazvaju podsmijeh publike svojim tezama oko toga da li se Dmitrij "čudno ponašao" kada je ulazio u sudnicu jer nije pogledao nalijevo gdje sjede dame, a "kao ljubitelj ljepšeg spola je morao misliti o tome što će o njemu reći dame", ili nadesno, gdje mu je sjedio branitelj, nego ravno, gdje je sudac. Aljoša svjedoči da je njegov brat nedužan i da je možda doista ušio 1.500 rubalja u košulju, dok je Katerina Ivanovna pokušala ostati neutralna tijekom ispitivanja. Grušenjka tvrdi da je ona svemu kriva dok Ivan isprva svjedoči nesuvislo i beskorisno, da bi se potom vratio i objavio da je Smerdjakov ubojica, pri čemu izvadi 3.000 rubalja, ali ga u ludilu malo tko shvaća ozbiljno te ga iznesu van. Ponesena tim događajem, smatrajući da je za njegov delirij kriva briga za brata, Katerina Ivanovna se vrati kako bi sudu predala Dmitrijevo pismo u kojem je napisao da će ubiti oca.
Tužitelj Kirilovič potom započinje svoju završnu riječ, napominjući kako se dogodila tragedija jer je Dmitrij ubio oca, no da je i sam otac kriv za to zbog zanemarivanja djece, čime se stvorio začarani krug.
Također, odbacuje pretpostavku da je Smerdjakov mogao imati veze s ubojstvom. Publika mu zapljeska. Potom nastupi odvjetnik Fetjukovič koji održi jednako snažan govor, tvrdeći da je porazno da "cjelina činjenica govori protiv optuženika, a da istodobno ni jedna od njih ne može izdržati kritiku ako se razmotri pojedinačno, samo za sebe". Tvrdi da nigdje nije dokazano da je doista od Fjodora ukradeno 3.000 rubalja a da je Smerdjakov pravi ubojica.
Međutim, nakon poduže stanke, porota je donijela presudu da je Dmitrij kriv za ubojstvo i pljačku.

### Epilog
Katerina Ivanovna njeguje bolesnog Ivana kod sebe. On je imao rezervni plan za bijeg Dmitrija time da se potplati jedan stražar. Pošto je preslab, ona s Aljošom kreće ostvariti to za njega. Sastaju se u bolnici u kojoj je Dmitrij jer ga je spopala živčana groznica nakon presude. On govori svoj plan o bijegu u Ameriku s Grušenjkom, a Katerina Ivanovna mu prizna da ga i dalje voli, što i on prizna njoj. Tada ulazi Grušenjka, a Katerina Ivanovna odlazi.
Aljoša odlazi na sprovod Iljuše s njegovim vršnjacima, među kojima je i Kolja. Vani, na snijegu, Aljoša pred njima održi govor o važnosti dobrih uspomena u životu te na volju i integritet svakoga a da ne postane zla, nego ostane dobra osoba.

## Vanjske poveznice
- Braća Karamazovi, e-tekst engleskog prijevoda (1.9 MB).
- Braća Karamazov Slobodni PDF  na PSU
- Originalna ruska verzija
- Braća Karamazovi, audio-knjiga u javnom vlasništvu na LibriVoxu (39:55 sati trajanja)